# Чемпіонат світу з хокею із шайбою 2012
Чемпіонат світу з хокею із шайбою 2012 — 76-й чемпіонат світу з хокею із шайбою ІІХФ, який проходив у Фінляндії та Швеції з 4 травня по 20 травня 2012 року. Матчі проходили на льоду «Глобен Арена» у Стокгольмі та «Хартвалль Арена» у Гельсінкі. Чемпіоном стала збірна Росії, яка виграла усі матчі турніру.

## Вибір господаря турніру
Фінляндія, Швеція, Чехія та Угорщина у 2007 році подали заявки на проведення чемпіонату світу 2012 року. На конгресі Міжнародної федерації хокею ІІХФ, що проходив у Берні, де проходив Чемпіонат світу з хокею із шайбою 2009, було прийнято рішення провести чемпіонати 2012 і 2013 років одночасно у двох країнах — Швеції та Фінляндії.

## Формат турніру
17 вересня 2010 в Порторожі, під час конгресу IIHF було прийнято рішення про зміну розіграшу чемпіонату світу в елітному дивізіоні. Попередній етап розігруватися не буде, а в кваліфікації учасники будуть розбиті на дві групи по вісім команд, по чотири з яких будуть виходити у фінальний етап (плей-оф). На етапі чвертьфіналів, команди будуть грати проти команд своєї групи, а в півфіналах — з командами іншої групи. Команди, що зайняли останні місця в групах вибувають до Дивізіону I. Команди зайняли 5-8 місця в групах більше матчів на чемпіонаті не грають. Ці зміни набули чинності саме з чемпіонату світу 2012 року.

## Посів і групи
Посів команд у попередньому раунді визначався за результатами Світового рейтингу ІІХФ. Команди були розподілені по групах згідно з посівом (у дужках відповідна позиція у світовому рейтингу):
| Група Н | Група S |
| --- | --- |
| Група Н - Фінляндія (2) - Канада (4) - США (6) - Швейцарія (7) - Словаччина (10) - Білорусь (11) - Франція (14) - Казахстан (15) | Група S - Росія (1) - Швеція (3) - Чехія (5) - Німеччина (8) - Норвегія (9) - Латвія (12) - Данія (13) - Італія (16) |

## Судді
ІІХФ обрала 16 головних суддів, для забезпечення судійства на чемпіонаті світу 2012. Список головних суддей наступний:
| Головні судді - Мартін Франьо - Антонін Єрабек - Ларс Брюггеман - Георгій Яблуков - Морган Юганссон - Крістер Ларкін - Дерек Заласкі - Девід Льюїс | Головні судді - Владімір Балушка - Брент Райбер - Денні Курманн - Кейт Кавал - Стів Патафі - В'ячеслав Буланов - Костянтин Оленін - Антті Боман - Ярі Левонен |

## Попередній раунд

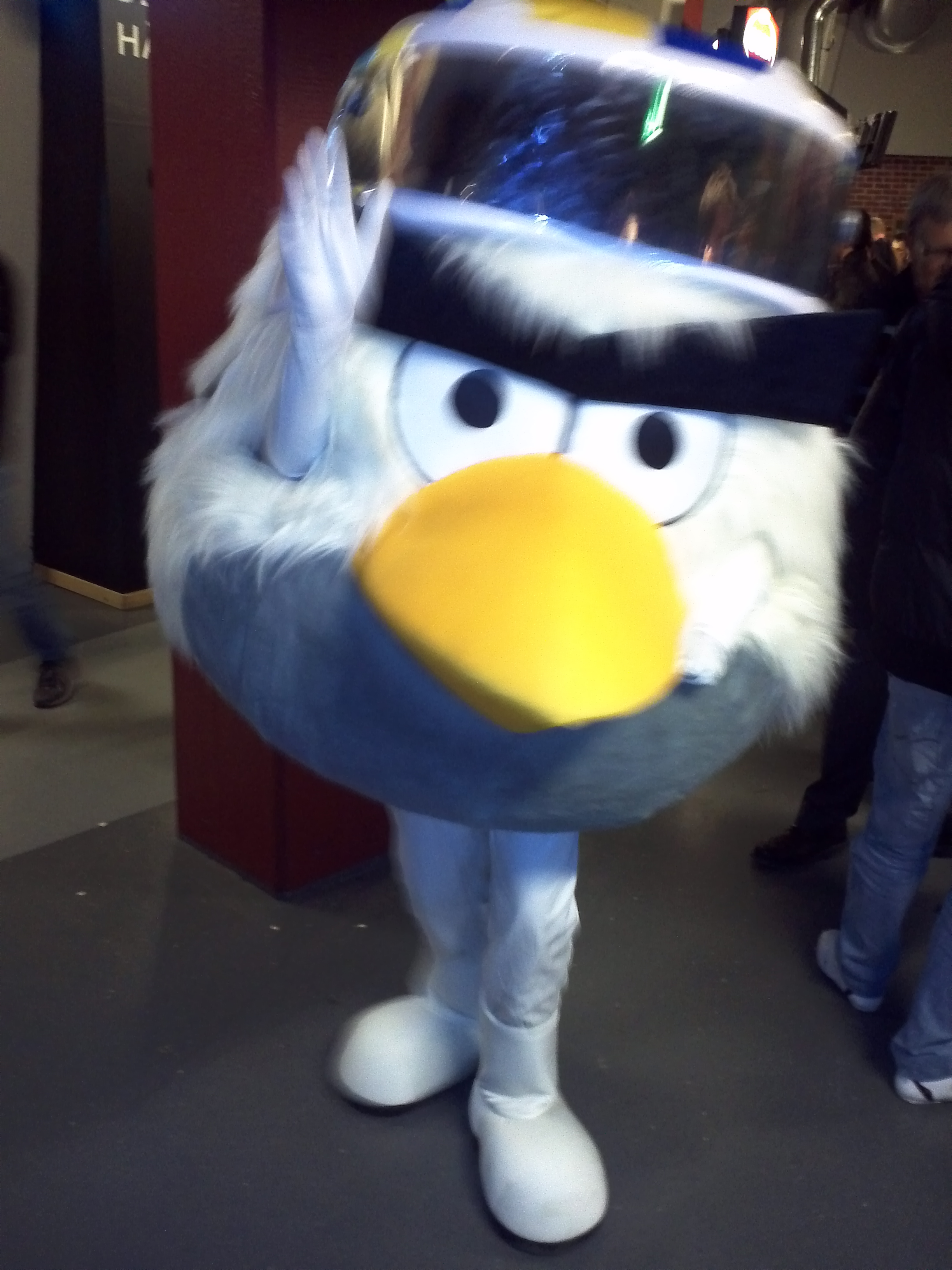
HockeyBird — талісман чемпіонату

|  | Команда переходить у раунд плей-оф                                      |
|  | Команда не проходить у плей-оф, але буде грати на Чемпіонаті світу 2013 |
|  | Команда припиняє подальшу участь (вилітає до дивізіону I)               |

### Група Н (Гельсінкі, Фінляндія)
| Команда    | І | В | ВО | ПО | П | ШЗ | ШП | Різ | Очк |
| ---------- | - | - | -- | -- | - | -- | -- | --- | --- |
| Канада     | 7 | 6 | 0  | 1  | 0 | 35 | 15 | +20 | 19  |
| США        | 7 | 4 | 2  | 0  | 1 | 32 | 17 | +15 | 16  |
| Фінляндія  | 7 | 5 | 0  | 0  | 2 | 21 | 14 | +7  | 15  |
| Словаччина | 7 | 5 | 0  | 0  | 2 | 21 | 13 | +8  | 15  |
| Франція    | 7 | 3 | 0  | 0  | 4 | 21 | 32 | −11 | 9   |
| Швейцарія  | 7 | 2 | 0  | 0  | 5 | 16 | 21 | −5  | 6   |
| Білорусь   | 7 | 1 | 0  | 0  | 6 | 11 | 23 | −12 | 3   |
| Казахстан  | 7 | 0 | 0  | 1  | 6 | 11 | 33 | −22 | 1   |

- Час початку матчів місцевий (UTC+3)

#### 1-й тур
| 4 травня 2012 12:15 | США | 7 : 2 (1:1, 3:1, 3:0) | Франція | Хартвалль Арена, Гельсінкі Глядачів: 8,402 |

| Протокол | Протокол                            | Протокол                                  | Протокол      | Протокол                              |
| --- | ----------------------------------- | ----------------------------------------- | ------------- | ------------------------------------- |
| | Джиммі Говард                       | Голкіпери                                 | Крістобаль Юе | Арбітри: Мартін Франьо Антонін Єрабек |
| Окпосо (Голігоскі, Фолк) 16:52 Джонсон (Леш, Фолк) 23:56 Раєн (Пачіоретті, Штястний) 29:15 Пачіоретті (Штястний, Голігоскі) 39:38 Слейтер (Палм'єрі) 45:38 Окпосо (Фаулер, Фолк) 51:00 Петрі (Пачіоретті, Штястний) 57:41 | 0:1 1:1 2:1 3:1 3:2 4:2 5:2 6:2 7:2 | 12:17 Беш (Меньє) 33:17 Бельмар (С. Трей) |               | Арбітри: Мартін Франьо Антонін Єрабек |
| 6 хв. | Вилучення                           | 12 хв.                                    |               | Арбітри: Мартін Франьо Антонін Єрабек |
| 35 | Кидки                               | 23                                        |               | Арбітри: Мартін Франьо Антонін Єрабек |

| 4 травня 2012 16:15 | Канада | 3 : 2 (1:0, 2:1, 0:1) | Словаччина | Хартвалль Арена, Гельсінкі Глядачів: 6,400 |

| Протокол                                                                   | Протокол            | Протокол                                             | Протокол       | Протокол                                |
| -------------------------------------------------------------------------- | ------------------- | ---------------------------------------------------- | -------------- | --------------------------------------- |
|                                                                            | Кем Ворд            | Голкіпери                                            | Петер Гамерлик | Арбітри: Ларс Брюггеман Георгій Яблуков |
| Бенн (Гецлаф, Кіт) 14:21 Еберле (Кейн) 32:30 Ледд (О'Рейлі, Перселл) 35:21 | 1:0 1:1 2:1 3:1 3:2 | 21:58 Татар (Мікуш) 42:59 Бартович (Бліжняк, Гашчак) |                | Арбітри: Ларс Брюггеман Георгій Яблуков |
| 2 хв.                                                                      | Вилучення           | 4 хв.                                                |                | Арбітри: Ларс Брюггеман Георгій Яблуков |
| 30                                                                         | Кидки               | 22                                                   |                | Арбітри: Ларс Брюггеман Георгій Яблуков |

| 4 травня 2012 20:15 | Білорусь | 0 : 1 (0:1 , 0:0 , 0:0) | Фінляндія | Хартвалль Арена, Гельсінкі Глядачів: 12,354 |

| Протокол | Протокол       | Протокол                        | Протокол      | Протокол                                |
| -------- | -------------- | ------------------------------- | ------------- | --------------------------------------- |
|          | Віталій Коваль | Голкіпери                       | Карі Легтонен | Арбітри: Морган Юганссон Крістер Ларкін |
|          | 0:1            | 19:18 Ніскала (Койву, Гранлунд) |               | Арбітри: Морган Юганссон Крістер Ларкін |
| 14 хв.   | Вилучення      | 8 хв.                           |               | Арбітри: Морган Юганссон Крістер Ларкін |
| 21       | Кидки          | 38                              |               | Арбітри: Морган Юганссон Крістер Ларкін |

| 5 травня 2012 15:00 | Швейцарія | 5 : 1 (2:0, 3:1, 0:0) | Казахстан | Хартвалль Арена, Гельсінкі Глядачів: 7,221 |

| Протокол | Протокол                | Протокол                               | Протокол                        | Протокол                            |
| --- | ----------------------- | -------------------------------------- | ------------------------------- | ----------------------------------- |
| | Рето Берра              | Голкіпери                              | Віталій Колесник Олексій Іванов | Арбітри: Брент Райбер Дерек Заласкі |
| Рютеманн (Голленштайн) 09:48 Штрайт (Вік, Блінденбахер) 11:04 Штрайт (Блінденбахер) 24:04 Рютеманн (Голленштайн, Штрайт) 32:08 Дю Буа (Рютеманн, Бібер) 36:53 | 1:0 2:0 2:1 3:1 4:1 5:1 | 21:36 Роман Савченко (Роман Старченко) |                                 | Арбітри: Брент Райбер Дерек Заласкі |
| 8 хв. | Вилучення               | 14 хв.                                 |                                 | Арбітри: Брент Райбер Дерек Заласкі |
| 48 | Кидки                   | 20                                     |                                 | Арбітри: Брент Райбер Дерек Заласкі |

#### 2-й тур
| 5 травня 2012 19:00 | Канада | 4 : 5 ОТ (1:1, 1:1, 2:2, 0:1) | США | Хартвалль Арена, Гельсінкі Глядачів: 6,842 |

| Протокол                                                                    | Протокол                            | Протокол                                                                                                   | Протокол      | Протокол                                    |
| --------------------------------------------------------------------------- | ----------------------------------- | --- | ------------- | ------------------------------------------- |
|                                                                             | Кем Ворд                            | Голкіпери                                                                                                  | Джиммі Говард | Арбітри: В'ячеслав Буланов Костянтин Оленін |
| Таварес (Кіт) 06:38 Скіннер (Таварес, Боумістер) 27:34 Кейн 49:51 Кіт 58:21 | 0:1 1:1 2:1 2:2 2:3 3:3 3:4 4:4 4:5 | 01:10 Слейтер (Леш) 33:54 Джонсон (Пачоретті, Раєн) 46:43 Дваєр 56:19 Томпсон (Кребб, Дваєр) 61:47 Джонсон |               | Арбітри: В'ячеслав Буланов Костянтин Оленін |
| 8 хв.                                                                       | Вилучення                           | 6 хв. |               | Арбітри: В'ячеслав Буланов Костянтин Оленін |
| 34                                                                          | Кидки                               | 46 |               | Арбітри: В'ячеслав Буланов Костянтин Оленін |

| 6 травня 2012 12:15 | Франція | 6 : 3 (3:1, 1:1, 2:1) | Казахстан | Хартвалль Арена, Гельсінкі Глядачів: 8,673 |

| Протокол | Протокол                            | Протокол | Протокол                       | Протокол                              |
| --- | ----------------------------------- | --- | ------------------------------ | ------------------------------------- |
| | Крістобаль Юе                       | Голкіпери | Олексій Іванов Віталій Єремеєв | Арбітри: Мартін Франьо Крістер Ларкін |
| Екфей (Меньє, Дерозьє) 08:59 Беш (Меньє) 11:27 С. Трей (С. Да Коста, Бельмар) 14:53 Дерозьє (Й. Трей, Меньє) 51:02 Бельмар (Гуттіг, С. Да Коста) 56:14 Екфей (Дерозьє, Овітю) | 1:0 2:0 3:0 3:1 4:1 4:2 4:3 5:3 6:3 | 17:13 Краснослободцев (Дударев, Старченко) 33:16 Поліщук (Трощинський, Савченко) 40:42 Жайлауов (Дударев, Новопашин) |                                | Арбітри: Мартін Франьо Крістер Ларкін |
| 39 хв. | Вилучення                           | 24 хв. |                                | Арбітри: Мартін Франьо Крістер Ларкін |
| 41 | Кидки                               | 23 |                                | Арбітри: Мартін Франьо Крістер Ларкін |

| 6 травня 2012 16:15 | Фінляндія | 1 : 0 (1:0, 0:0, 0:0) | Словаччина | Хартвалль Арена, Гельсінкі Глядачів: 12,855 |

| Протокол                             | Протокол      | Протокол  | Протокол | Протокол                                    |
| ------------------------------------ | ------------- | --------- | -------- | ------------------------------------------- |
|                                      | Петрі Веханен | Голкіпери | Ян Лацо  | Арбітри: В'ячеслав Буланов Костянтин Оленін |
| Песонен (Гранлунд, Я. Іммонен) 07:32 | 1:0           |           |          | Арбітри: В'ячеслав Буланов Костянтин Оленін |
| 4 хв.                                | Вилучення     | 10 хв.    |          | Арбітри: В'ячеслав Буланов Костянтин Оленін |
| 22                                   | Кидки         | 26        |          | Арбітри: В'ячеслав Буланов Костянтин Оленін |

| 6 травня 2012 20:15 | Швейцарія | 3 : 2 (2:1, 0:1, 1:0) | Білорусь | Хартвалль Арена, Гельсінкі Глядачів: 5,249 |

| Протокол                                                              | Протокол            | Протокол                                                           | Протокол       | Протокол                                |
| --------------------------------------------------------------------- | ------------------- | ------------------------------------------------------------------ | -------------- | --------------------------------------- |
|                                                                       | Тобіас Штефан       | Голкіпери                                                          | Віталій Коваль | Арбітри: Георгій Яблуков Антонін Єрабек |
| Мозер (Дю Буа) 06:55 Мозер (Ромі, Бруннер) 11:57 Ромі (Бруннер) 47:48 | 1:0 1:1 2:1 2:2 3:2 | 10:26 Угаров (Степанов, Денисов) 21:34 Кольцов (Коробов, Калюжний) |                | Арбітри: Георгій Яблуков Антонін Єрабек |
| 6 хв.                                                                 | Вилучення           | 6 хв.                                                              |                | Арбітри: Георгій Яблуков Антонін Єрабек |
| 35                                                                    | Кидки               | 21                                                                 |                | Арбітри: Георгій Яблуков Антонін Єрабек |

#### 3-й тур
| 7 травня 2012 16:15 | Франція | 2 : 7 (1:4, 1:1, 0:2) | Канада | Хартвалль Арена, Гельсінкі Глядачів: 3,415 |

| Протокол                                | Протокол                            | Протокол | Протокол     | Протокол                                |
| --------------------------------------- | ----------------------------------- | --- | ------------ | --------------------------------------- |
|                                         | Фабріс Ланрі                        | Голкіпери | Деван Дубник | Арбітри: Ларс Брюггеман Георгій Яблуков |
| Гендерсон 19:22 Руло (А. Руссель) 33:49 | 0:1 0:2 0:3 0:4 1:4 1:5 2:5 2:6 2:7 | 01:59 Ньюджент-Гопкінс (Шарп, Бенн) 09:56 Шарп (Таварес, Ньюджент-Гопкінс) 13:54 Бенн (Шарп, Шенн) 17:21 Бенн (Перрі) 33:19 Еберле (Шарп, Кіт) 49:56 Ньюджент-Гопкінс (Шарп, Мето) 52:19 Перрі (Гецлаф, Кейн) |              | Арбітри: Ларс Брюггеман Георгій Яблуков |
| 6 хв.                                   | Вилучення                           | 4 хв. |              | Арбітри: Ларс Брюггеман Георгій Яблуков |
| 21                                      | Кидки                               | 37 |              | Арбітри: Ларс Брюггеман Георгій Яблуков |

| 7 травня 2012 20:15 | США | 2 : 4 (1:3, 1:0, 0:1) | Словаччина | Хартвалль Арена, Гельсінкі Глядачів: 3,948 |

| Протокол                                                         | Протокол                | Протокол                                                                                           | Протокол | Протокол                                |
| ---------------------------------------------------------------- | ----------------------- | -------------------------------------------------------------------------------------------------- | -------- | --------------------------------------- |
|                                                                  | Джиммі Говард           | Голкіпери                                                                                          | Ян Лацо  | Арбітри: Морган Юганссон Крістер Ларкін |
| Фолк (Окпосо, Слейтер) 15:41 Штястний (Пачіоретті, Фаулер) 38:47 | 0:1 0:2 1:2 1:3 2:3 2:4 | 00:47 Граняк (Гудачек) 15:04 Радівоєвич (Копецький, Гандзуш) 19:54 Секера (Бліжняк) 59:23 М. Шатан |          | Арбітри: Морган Юганссон Крістер Ларкін |
| 6 хв.                                                            | Вилучення               | 6 хв.                                                                                              |          | Арбітри: Морган Юганссон Крістер Ларкін |
| 20                                                               | Кидки                   | 32                                                                                                 |          | Арбітри: Морган Юганссон Крістер Ларкін |

| 8 травня 2012 16:15 | Білорусь | 3 : 2 (0:1, 3:1, 0:0) | Казахстан | Хартвалль Арена, Гельсінкі Глядачів: 3,221 |

| Протокол                                                    | Протокол            | Протокол                                                       | Протокол        | Протокол                           |
| ----------------------------------------------------------- | ------------------- | -------------------------------------------------------------- | --------------- | ---------------------------------- |
|                                                             | Андрій Мезін        | Голкіпери                                                      | Віталій Єремеєв | Арбітри: Мартін Франьо Ярі Левонен |
| Кольцов 28:48 Грабовський (Граборенко) 33:37 Ковиршин 33:52 | 0:1 0:2 1:2 2:2 3:2 | 02:32 Краснослободцев 27:42 Краснослободцев (Дударев, Єремеєв) |                 | Арбітри: Мартін Франьо Ярі Левонен |
| 12 хв.                                                      | Вилучення           | 6 хв.                                                          |                 | Арбітри: Мартін Франьо Ярі Левонен |
| 32                                                          | Кидки               | 30                                                             |                 | Арбітри: Мартін Франьо Ярі Левонен |

| 8 травня 2012 20:15 | Фінляндія | 5 : 2 (1:0, 2:2, 2:0) | Швейцарія | Хартвалль Арена, Гельсінкі Глядачів: 12,448 |

| Протокол | Протокол                    | Протокол                                | Протокол   | Протокол                            |
| --- | --------------------------- | --------------------------------------- | ---------- | ----------------------------------- |
| | Карі Легтонен               | Голкіпери                               | Рето Берра | Арбітри: Антонін Єрабек Девід Льюїс |
| Я. Іммонен (Ніскала, Салмела) 06:30 Комаров (Ярвінен, Йоенсуу) 26:05 Я. Іммонен (Песонен, Гранлунд) 36:45 В. Філппула (Йокінен, Хієтанен) 49:46 В. Філппула (Вяянянен, Йокінен) 51:56 | 1:0 1:1 2:1 3:1 3:2 4:2 5:2 | 25:44 Амбюль (Збіза) 37:44 Вік (Штрайт) |            | Арбітри: Антонін Єрабек Девід Льюїс |
| 18 хв. | Вилучення                   | 10 хв.                                  |            | Арбітри: Антонін Єрабек Девід Льюїс |
| 26 | Кидки                       | 28                                      |            | Арбітри: Антонін Єрабек Девід Льюїс |

#### 4-й тур
| 9 травня 2012 16:15 | Словаччина | 4 : 2 (1:1, 1:1, 2:0) | Казахстан | Хартвалль Арена, Гельсінкі Глядачів: 3,706 |

| Протокол | Протокол                | Протокол                                                              | Протокол        | Протокол                                |
| --- | ----------------------- | --------------------------------------------------------------------- | --------------- | --------------------------------------- |
| | Ян Лацо                 | Голкіпери                                                             | Віталій Єремеєв | Арбітри: Георгій Яблуков Антонін Єрабек |
| Граняк (Шатан, Гудачек) 01:08 Гудачек (Граняк, Хара) 37:49 Копецький (І. Баранка, Секера) 48:18 Копецький (Гандзуш, Радівоєвич) 59:46 | 1:0 1:1 2:1 2:2 3:2 4:2 | 11:18 Римарьов (Новопашин, Шемелін) 43:15 Пушкарьов (Жайлауов, Уппер) |                 | Арбітри: Георгій Яблуков Антонін Єрабек |
| 4 хв. | Вилучення               | 8 хв.                                                                 |                 | Арбітри: Георгій Яблуков Антонін Єрабек |
| 33 | Кидки                   | 22                                                                    |                 | Арбітри: Георгій Яблуков Антонін Єрабек |

| 9 травня 2012 20:15 | Канада | 3 : 2 (0:1, 1:0, 2:1) | Швейцарія | Хартвалль Арена, Гельсінкі Глядачів: 4,829 |

| Протокол                                                                   | Протокол            | Протокол                                                  | Протокол      | Протокол                           |
| -------------------------------------------------------------------------- | ------------------- | --------------------------------------------------------- | ------------- | ---------------------------------- |
|                                                                            | Кем Ворд            | Голкіпери                                                 | Тобіас Штефан | Арбітри: Мартін Франьо Ярі Левонен |
| Таварес (Еберле, Скіннер) 20:35 Еберле (Таварес) 40:41 Гецлаф (Ворд) 48:02 | 0:1 1:1 2:1 2:2 3:2 | 01:40 Бруннер (Безіна, Ромі) 43:49 Безіна (Ромі, Бруннер) |               | Арбітри: Мартін Франьо Ярі Левонен |
| 6 хв.                                                                      | Вилучення           | 8 хв.                                                     |               | Арбітри: Мартін Франьо Ярі Левонен |
| 30                                                                         | Кидки               | 30                                                        |               | Арбітри: Мартін Франьо Ярі Левонен |

| 10 травня 2012 16:15 | США | 5 : 3 (2:1, 1:1, 2:1) | Білорусь | Хартвалль Арена, Гельсінкі Глядачів: 7,441 |

| Протокол | Протокол                        | Протокол | Протокол                    | Протокол                             |
| --- | ------------------------------- | --- | --------------------------- | ------------------------------------ |
| | Джиммі Говард                   | Голкіпери | Андрій Мезін Віталій Коваль | Арбітри: Георгій Яблуков Девід Льюїс |
| Абделькадер (Браун, Петрі) 01:39 Аткінсон (Абделькадер) 06:31 Томпсон (Дваєр, Кребб) 38:21 Раєн (Пачоретті, Фаулер) 52:10 Штястний (Пачоретті, Джонсон) 55:34 | 1:0 2:0 2:1 2:2 3:2 4:2 5:2 5:3 | 16:15 Калюжний (Коробов, Грабовський) 22:50 Угаров (Грабовський, Ковиршин) 59:50 Ковиршин (Грабовський, Калюжний) |                             | Арбітри: Георгій Яблуков Девід Льюїс |
| 22 хв. | Вилучення                       | 16 хв. |                             | Арбітри: Георгій Яблуков Девід Льюїс |
| 36 | Кидки                           | 26 |                             | Арбітри: Георгій Яблуков Девід Льюїс |

| 10 травня 2012 20:15 | Франція | 1 : 7 (0:1, 0:4, 1:2) | Фінляндія | Хартвалль Арена, Гельсінкі Глядачів: 12,957 |

| Протокол                                | Протокол                        | Протокол | Протокол      | Протокол                          |
| --------------------------------------- | ------------------------------- | --- | ------------- | --------------------------------- |
|                                         | Фабріс Ланрі                    | Голкіпери | Петрі Веханен | Арбітри: Стів Патафі Брент Райбер |
| Гуттіг (С. Да Коста, Т. Да Коста) 43:34 | 0:1 0:2 0:3 0:4 0:5 1:5 1:6 1:7 | 10:12 Я. Іммонен (Песонен, Гранлунд) 30:00 М. Койву (Хієтанен, В. Філппула) 33:49 Йокінен (Мяенпяя, М. Койву) 37:12 Ніскала (Йоенсуу, В. Філппула) 38:08 Капанен (Туппурайнен) 44:01 Йокінен (М. Койву, В. Філппула) 50:00 Хієтанен (Мяенпяя, М. Койву) |               | Арбітри: Стів Патафі Брент Райбер |
| 14 хв.                                  | Вилучення                       | 12 хв. |               | Арбітри: Стів Патафі Брент Райбер |
| 18                                      | Кидки                           | 37 |               | Арбітри: Стів Патафі Брент Райбер |

#### 5-й тур
| 11 травня 2012 16:15 | Казахстан | 2 : 3 ОТ (0:0, 1:1, 1:1, 0:1) | США | Хартвалль Арена, Гельсінкі Глядачів: 9,856 |

| Протокол                                                                | Протокол            | Протокол                                                                           | Протокол      | Протокол                         |
| ----------------------------------------------------------------------- | ------------------- | ---------------------------------------------------------------------------------- | ------------- | -------------------------------- |
|                                                                         | Віталій Колесник    | Голкіпери                                                                          | Річард Бахман | Арбітри: Ярі Левонен Девід Льюїс |
| Пушкарьов (Жайлауов, Уппер) 38:17 Жайлауов (Пушкарьов, Новопашин) 55:54 | 0:1 1:1 1:2 2:2 2:3 | 34:12 Браун (Абделькадер) 44:58 Фолк (Голігоскі) 64:38 Фолк (Пачіоретті, Штястний) |               | Арбітри: Ярі Левонен Девід Льюїс |
| 2 хв.                                                                   | Вилучення           | 4 хв.                                                                              |               | Арбітри: Ярі Левонен Девід Льюїс |
| 19                                                                      | Кидки               | 50                                                                                 |               | Арбітри: Ярі Левонен Девід Льюїс |

| 11 травня 2012 20:15 | Фінляндія | 3 : 5 (2:0, 1:3, 0:2) | Канада | Хартвалль Арена, Гельсінкі Глядачів: 13,059 |

| Протокол                                                                   | Протокол                        | Протокол | Протокол | Протокол                              |
| -------------------------------------------------------------------------- | ------------------------------- | --- | -------- | ------------------------------------- |
|                                                                            | Карі Легтонен                   | Голкіпери | Кем Ворд | Арбітри: Мартін Франьо Крістер Ларкін |
| Пільстрем (Капанен) 05:53 М. Койву (Йокінен) 10:31 Йокінен (Салмела) 27:36 | 1:0 2:0 2:1 3:1 3:2 3:3 3:4 3:5 | 25:34 Барроуз (О'Райллі, Мето) 34:31 Таварес (Скіннер, Расселл) 38:18 Скіннер (Ньюджент-Гопкінс, Кіт) 46:04 Кейн (Перрі) 59:36 Еберле (Таварес, Кіт) |          | Арбітри: Мартін Франьо Крістер Ларкін |
| 4 хв.                                                                      | Вилучення                       | 12 хв. |          | Арбітри: Мартін Франьо Крістер Ларкін |
| 38                                                                         | Кидки                           | 26 |          | Арбітри: Мартін Франьо Крістер Ларкін |

| 12 травня 2012 12:15 | Словаччина | 5 : 1 (1:0, 4:1, 0:0) | Білорусь | Хартвалль Арена, Гельсінкі Глядачів: 9,032 |

| Протокол | Протокол                | Протокол                                  | Протокол       | Протокол                          |
| --- | ----------------------- | ----------------------------------------- | -------------- | --------------------------------- |
| | Ян Лацо                 | Голкіпери                                 | Віталій Коваль | Арбітри: Ярі Левонен Брент Райбер |
| Секера (І. Баранка, Гандзуш) 06:45 Радівоєвич (Секера) 23:16 Міклик (Ю. Мікуш, Татар) 24:58 Копецький (Радівоєвич) 25:48 Мікуш (Татар, Міклик) 26:56 | 1:0 2:0 3:0 4:0 5:0 5:1 | 34:56 Калюжний (А. Костіцин, С. Костіцин) |                | Арбітри: Ярі Левонен Брент Райбер |
| 18 хв. | Вилучення               | 8 хв.                                     |                | Арбітри: Ярі Левонен Брент Райбер |
| 40 | Кидки                   | 31                                        |                | Арбітри: Ярі Левонен Брент Райбер |

| 12 травня 2012 16:15 | Швейцарія | 2 : 4 (0:1, 2:1, 0:2) | Франція | Хартвалль Арена, Гельсінкі Глядачів: 9,155 |

| Протокол                                    | Протокол                | Протокол | Протокол      | Протокол                                |
| ------------------------------------------- | ----------------------- | --- | ------------- | --------------------------------------- |
|                                             | Тобіас Штефан           | Голкіпери | Крістобаль Юе | Арбітри: Георгій Яблуков Крістер Ларкін |
| Бруннер (Фуррер) 33:14 Бруннер (Ромі) 35:04 | 0:1 0:2 1:2 2:2 2:3 2:4 | 17:11 Овітю (Екфей, Меньє) 32:44 Т. Да Коста (Бертран, А. Руссель) 46:21 Меньє 47:05 С. Да Коста (П-Е Бельмар, Амар) |               | Арбітри: Георгій Яблуков Крістер Ларкін |
| 31 хв.                                      | Вилучення               | 10 хв. |               | Арбітри: Георгій Яблуков Крістер Ларкін |
| 43                                          | Кидки                   | 27 |               | Арбітри: Георгій Яблуков Крістер Ларкін |

#### 6-й тур
| 12 травня 2012 20:15 | Казахстан | 0 : 8 (0:1, 0:2, 0:5) | Канада | Хартвалль Арена, Гельсінкі Глядачів: 4,151 |

| Протокол | Протокол                         | Протокол | Протокол     | Протокол                            |
| -------- | -------------------------------- | --- | ------------ | ----------------------------------- |
|          | Віталій Колесник Віталій Єремеєв | Голкіпери | Деван Дубник | Арбітри: Антонін Єрабек Стів Патафі |
|          | 0:1 0:2 0:3 0:4 0:5 0:6 0:7 0:8  | 15:45 Фанеф (Гецлаф) 32:05 Перрі (Кіт, Боумістер) 37:03 Барроуз (Еберле, Кіт) 42:57 Кейн (Перрі, Гецлаф) 43:39 Таварес (Еберле, Расселл) 43:47 Перселл (Бенн) 45:53 Фанеф (Гецлаф, Кіт) 56:13 Ньюджент-Гопкінс (Шарп, Ендрю Ледд) |              | Арбітри: Антонін Єрабек Стів Патафі |
| 8 хв.    | Вилучення                        | 10 хв. |              | Арбітри: Антонін Єрабек Стів Патафі |
| 24       | Кидки                            | 58 |              | Арбітри: Антонін Єрабек Стів Патафі |

| 13 травня 2012 16:15 | Фінляндія | 0 : 5 (0:1, 0:2, 0:2) | США | Хартвалль Арена, Гельсінкі Глядачів: 12,652 |

| Протокол | Протокол                    | Протокол | Протокол      | Протокол                              |
| -------- | --------------------------- | --- | ------------- | ------------------------------------- |
|          | Карі Легтонен Петрі Веханен | Голкіпери | Джиммі Говард | Арбітри: Георгій Яблуков Брент Райбер |
|          | 0:1 0:2 0:3 0:4 0:5         | 16:19 Пачіоретті 35:33 Пальм'єрі (Аткінсон, Батлер) 37:56 Фолк (Голігоскі, Пачіоретті) 42:12 Батлер (Петрі, Аткінсон) 44:08 Раєн (Сміт) |               | Арбітри: Георгій Яблуков Брент Райбер |
| 39 хв.   | Вилучення                   | 6 хв. |               | Арбітри: Георгій Яблуков Брент Райбер |
| 18       | Кидки                       | 31 |               | Арбітри: Георгій Яблуков Брент Райбер |

| 13 травня 2012 20:15 | Швейцарія | 0 : 1 (0:1, 0:0, 0:0) | Словаччина | Хартвалль Арена, Гельсінкі Глядачів: 4,257 |

| Протокол | Протокол   | Протокол                       | Протокол | Протокол                         |
| -------- | ---------- | ------------------------------ | -------- | -------------------------------- |
|          | Рето Берра | Голкіпери                      | Ян Лацо  | Арбітри: Девід Льюїс Стів Патафі |
|          | 0:1        | 18:13 Татар (Ю. Мікуш, Міклик) |          | Арбітри: Девід Льюїс Стів Патафі |
| 4 хв.    | Вилучення  | 2 хв.                          |          | Арбітри: Девід Льюїс Стів Патафі |
| 21       | Кидки      | 30                             |          | Арбітри: Девід Льюїс Стів Патафі |

| 14 травня 2012 16:15 | Білорусь | 1 : 2 (1:0, 0:1, 0:1) | Франція | Хартвалль Арена, Гельсінкі Глядачів: 5,583 |

| Протокол                   | Протокол                        | Протокол                                                                     | Протокол      | Протокол                           |
| -------------------------- | ------------------------------- | ---------------------------------------------------------------------------- | ------------- | ---------------------------------- |
|                            | Віталій Коваль Дмитро Мильчаков | Голкіпери                                                                    | Крістобаль Юе | Арбітри: Мартін Франьо Ярі Левонен |
| Калюжний (Угаров, Коробов) | 1:0 1:1 1:2                     | 19:18 Кевен Екфей (Баше, П-Е Бельмар) 58:43 Овітю (П-Е Бельмар, С. Да Коста) |               | Арбітри: Мартін Франьо Ярі Левонен |
| 6 хв.                      | Вилучення                       | 10 хв.                                                                       |               | Арбітри: Мартін Франьо Ярі Левонен |
| 22                         | Кидки                           | 32                                                                           |               | Арбітри: Мартін Франьо Ярі Левонен |

#### 7-й тур
| 14 травня 2012 20:15 | Казахстан | 1 : 4 (0:0, 0:3, 1:1) | Фінляндія | Хартвалль Арена, Гельсінкі Глядачів: 12,443 |

| Протокол                           | Протокол            | Протокол | Протокол      | Протокол                               |
| ---------------------------------- | ------------------- | --- | ------------- | -------------------------------------- |
|                                    | Віталій Колесник    | Голкіпери | Петрі Веханен | Арбітри: Антонін Єрабек Крістер Ларкін |
| Пушкарьов (Уппер, Новопашин) 49:03 | 0:1 0:2 0:3 0:4 1:4 | 24:02 Йокінен (Мяенпяя, Філппула) 31:38 Мяенпяя (Хієтанен, Філппула) 37:43 Філппула (Кійскінен, Койву) 41:15 Філппула (Койву, Хієтанен) |               | Арбітри: Антонін Єрабек Крістер Ларкін |
| 18 хв.                             | Вилучення           | 10 хв. |               | Арбітри: Антонін Єрабек Крістер Ларкін |
| 18                                 | Кидки               | 48 |               | Арбітри: Антонін Єрабек Крістер Ларкін |

| 15 травня 2012 12:15 | Канада | 5 : 1 (1:1, 3:0, 1:0) | Білорусь | Хартвалль Арена, Гельсінкі Глядачів: 9,140 |

| Протокол | Протокол                | Протокол                                  | Протокол         | Протокол                             |
| --- | ----------------------- | ----------------------------------------- | ---------------- | ------------------------------------ |
| | Кем Ворд                | Голкіпери                                 | Дмитро Мильчаков | Арбітри: Георгій Яблуков Стів Патафі |
| О'Райллі (Ледд, Кіт) 02:16 Перрі (Гецлаф, Кіт) 29:10 Гецлаф (Кейн, Перрі) 32:46 Ньюджент-Гопкінс (Таварес, Шарп) 34:11 О'Райллі (Ледд) 48:16 | 1:0 1:1 2:1 3:1 4:1 5:1 | 14:25 С. Костіцин (Ковиршин, А. Костіцин) |                  | Арбітри: Георгій Яблуков Стів Патафі |
| 58 хв. | Вилучення               | 45 хв.                                    |                  | Арбітри: Георгій Яблуков Стів Патафі |
| 28 | Кидки                   | 18                                        |                  | Арбітри: Георгій Яблуков Стів Патафі |

| 15 травня 2012 16:15 | Словаччина | 5 : 4 (2:2, 1:1, 2:1) | Франція | Хартвалль Арена, Гельсінкі Глядачів: 7,481 |

| Протокол | Протокол                            | Протокол                                                                                                 | Протокол      | Протокол                             |
| --- | ----------------------------------- | --- | ------------- | ------------------------------------ |
| | Ян Лацо                             | Голкіпери                                                                                                | Крістобаль Юе | Арбітри: Антонін Єрабек Брент Райбер |
| Бартович (Бліжняк, Секера) 02:36 Копецький (Радівоєвич) 06:50 Гандзуш] (Хара, Секера) 35:26 Радівоєвич 40:39 Радівоєвич (Секера) 50:27 | 1:0 2:0 2:1 2:2 3:2 3:3 4:3 4:4 5:4 | 07:11 Й. Трей (Руло, Дерозьє) 15:00 Т. Да Коста 39:21 Флері (Лоран Меньє) 45:17 А. Руссель (С. Да Коста) |               | Арбітри: Антонін Єрабек Брент Райбер |
| 4 хв. | Вилучення                           | 20 хв.                                                                                                   |               | Арбітри: Антонін Єрабек Брент Райбер |
| 29 | Кидки                               | 28 |               | Арбітри: Антонін Єрабек Брент Райбер |

| 15 травня 2012 20:15 | США | 5 : 2 (0:0, 2:1, 3:1) | Швейцарія | Хартвалль Арена, Гельсінкі Глядачів: 9,212 |

| Протокол | Протокол                    | Протокол                                                       | Протокол   | Протокол                              |
| --- | --------------------------- | -------------------------------------------------------------- | ---------- | ------------------------------------- |
| | Джиммі Говард               | Голкіпери                                                      | Рето Берра | Арбітри: Мартін Франьо Крістер Ларкін |
| Раєн (Пачіоретті, Фаулер) 22:39 Фаулер (Штястний) 36:52 Штястний (Раєн, Пачіоретті) 45:22 Голігоскі (Абделькадер, Палм'єрі) 26:04 Петрі (Штястний) 54:59 | 0:1 1:1 2:1 3:1 4:1 4:2 5:2 | 20:21 Рютеманн (Бруннер, Ромі) 54:43 Тракслер (Плюсс, Р. Йозі) |            | Арбітри: Мартін Франьо Крістер Ларкін |
| 10 хв. | Вилучення                   | 8 хв.                                                          |            | Арбітри: Мартін Франьо Крістер Ларкін |
| 24 | Кидки                       | 27                                                             |            | Арбітри: Мартін Франьо Крістер Ларкін |

### Група S (Стокгольм, Швеція)
| Команда   | І | В | ВО | ПО | П | ШЗ | ШП | Різ | Очк |
| --------- | - | - | -- | -- | - | -- | -- | --- | --- |
| Росія     | 7 | 7 | 0  | 0  | 0 | 27 | 8  | +19 | 21  |
| Швеція    | 7 | 6 | 0  | 0  | 1 | 29 | 15 | +14 | 18  |
| Чехія     | 7 | 4 | 1  | 0  | 2 | 24 | 11 | +13 | 14  |
| Норвегія  | 7 | 4 | 0  | 1  | 2 | 33 | 19 | +14 | 13  |
| Латвія    | 7 | 2 | 0  | 0  | 5 | 11 | 19 | −8  | 6   |
| Німеччина | 7 | 2 | 0  | 0  | 5 | 14 | 31 | −17 | 6   |
| Данія     | 7 | 1 | 0  | 1  | 5 | 13 | 23 | −10 | 4   |
| Італія    | 7 | 0 | 1  | 0  | 6 | 6  | 31 | −25 | 2   |

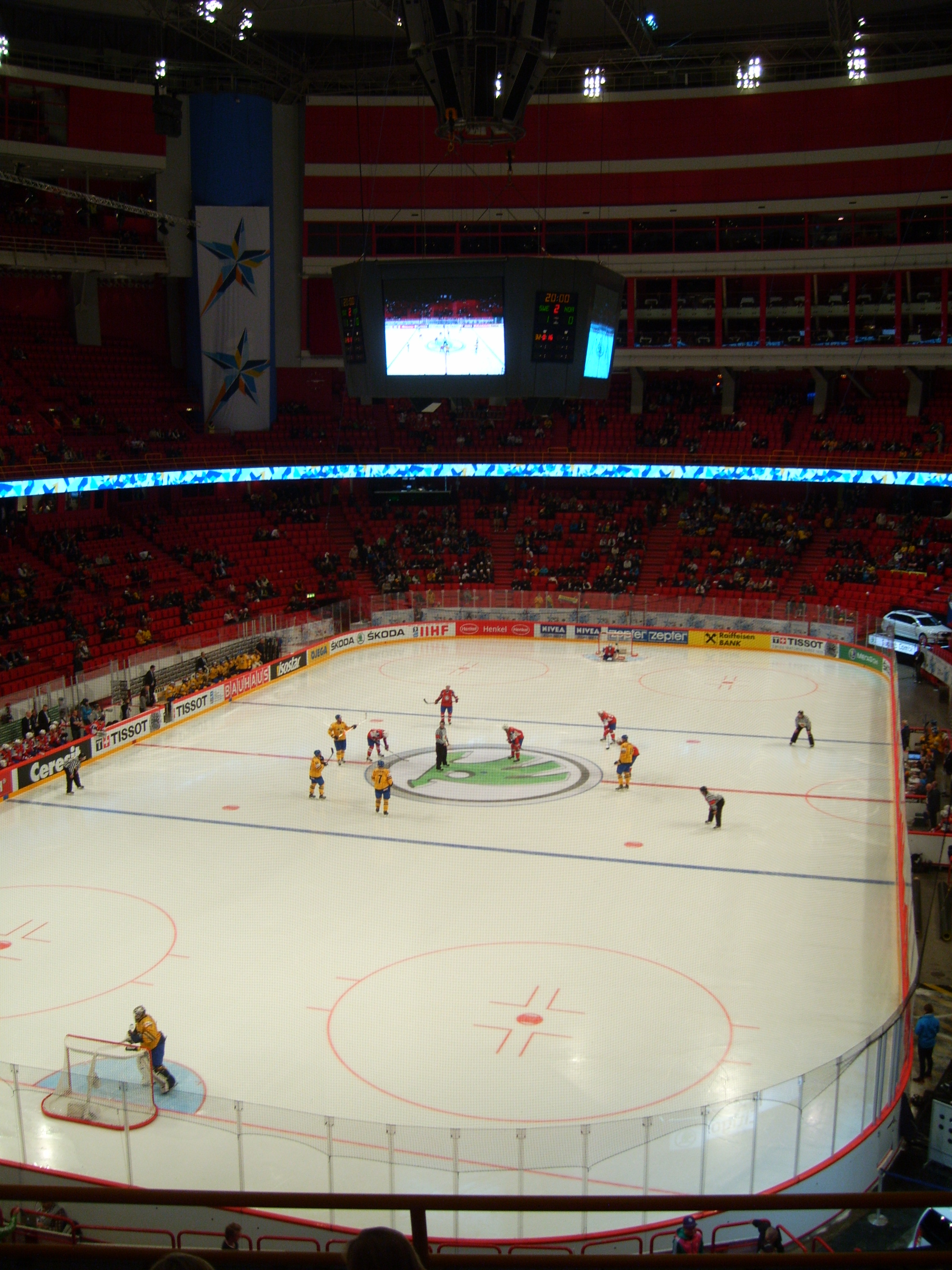
Матч збірних Швеції та Норвегії на «Глобен Арена».

- Час початку матчів місцевий (UTC+2)

#### 1-й тур
| 4 травня 2012 12:15 | Німеччина | 3 : 0 (1:0, 1:0, 1:0) | Італія | «Глобен Арена», Стокгольм Глядачів: 1,033 |

| Протокол                                                                                 | Протокол      | Протокол  | Протокол          | Протокол                           |
| ---------------------------------------------------------------------------------------- | ------------- | --------- | ----------------- | ---------------------------------- |
|                                                                                          | Денніс Ендрас | Голкіпери | Деніел Белліссімо | Арбітри: Денні Курманн Стів Патафі |
| Шуберт (Улльманн) 16:16 Раймер (Улльманн, Гогулла) 22:42 Фішер (Гогулла, Улльманн) 45:11 | 1:0 2:0 3:0   |           |                   | Арбітри: Денні Курманн Стів Патафі |
| 2 хв.                                                                                    | Вилучення     | 10 хв.    |                   | Арбітри: Денні Курманн Стів Патафі |
| 46                                                                                       | Кидки         | 22        |                   | Арбітри: Денні Курманн Стів Патафі |

| 4 травня 2012 16:15 | Чехія | 2 : 0 (0:0, 1:0, 1:0) | Данія | «Глобен Арена», Стокгольм Глядачів: 1,610 |

| Протокол                                                             | Протокол    | Протокол  | Протокол          | Протокол                        |
| -------------------------------------------------------------------- | ----------- | --------- | ----------------- | ------------------------------- |
|                                                                      | Якуб Коварж | Голкіпери | Фредерік Андерсен | Арбітри: Кейт Кавал Девід Льюїс |
| Гемський (Недвед, Плеканець) 39:55 Тенкрат (Фролик, Плеканець) 57:21 | 1:0 2:0     |           |                   | Арбітри: Кейт Кавал Девід Льюїс |
| 8 хв.                                                                | Вилучення   | 8 хв.     |                   | Арбітри: Кейт Кавал Девід Льюїс |
| 24                                                                   | Кидки       | 26        |                   | Арбітри: Кейт Кавал Девід Льюїс |

| 4 травня 2012 20:15 | Швеція | 3 : 1 (1:0, 1:1, 1:0) | Норвегія | «Глобен Арена», Стокгольм Глядачів: 7,770 |

| Протокол | Протокол        | Протокол               | Протокол | Протокол                               |
| --- | --------------- | ---------------------- | -------- | -------------------------------------- |
| | Юнас Енрот      | Голкіпери              | Хауген   | Арбітри: Владімір Балушка Брент Райбер |
| Сільверберг (Карлссон, Ярнкрок) 16:48 Крюгер (Ялмарссон, Альфредссон) 22:29 Ерікссон (Зеттерберг, Альфредссон) 44:18 | 1:0 2:0 2:1 3:1 | 20:20 Гансен (Скредер) |          | Арбітри: Владімір Балушка Брент Райбер |
| 18 хв. | Вилучення       | 16 хв.                 |          | Арбітри: Владімір Балушка Брент Райбер |
| 44 | Кидки           | 20                     |          | Арбітри: Владімір Балушка Брент Райбер |

| 5 травня 2012 16:15 | Латвія | 2 : 5 (1:0, 0:2, 1:3) | Росія | «Глобен Арена», Стокгольм Глядачів: 5,219 |

| Протокол                                                          | Протокол                    | Протокол | Протокол       | Протокол                        |
| ----------------------------------------------------------------- | --------------------------- | --- | -------------- | ------------------------------- |
|                                                                   | Едгарс Масальскіс           | Голкіпери | Семен Варламов | Арбітри: Кейт Кавал Девід Льюїс |
| Індрашіс (Галвіньш, Спруктс) 11:32 Ципуліс (Пуяц, Бартуліс) 55:21 | 1:0 1:1 1:2 1:3 1:4 2:4 2:5 | 33:45 Нікулін (Пережогін, Малкін) 36:29 Малкін (Нікулін) 45:03 Малкін (Попов) 50:53 Попов (Пережогін, Нікулін) 56:53 Є. Кузнецов (Кульомін) |                | Арбітри: Кейт Кавал Девід Льюїс |
| 6 хв.                                                             | Вилучення                   | 8 хв. |                | Арбітри: Кейт Кавал Девід Льюїс |
| 26                                                                | Кидки                       | 40 |                | Арбітри: Кейт Кавал Девід Льюїс |

#### 2-й тур
| 5 травня 2012 20:15 | Швеція | 4 : 1 (1:0, 1:0, 2:1) | Чехія | «Глобен Арена», Стокгольм Глядачів: 10,076 |

| Протокол | Протокол            | Протокол                    | Протокол      | Протокол                         |
| --- | ------------------- | --------------------------- | ------------- | -------------------------------- |
| | Віктор Фаст         | Голкіпери                   | Якуб Штепанек | Арбітри: Антті Боман Ярі Левонен |
| Франзен (Л. Ерікссон, Зеттерберг) 02:42 Н. Кронвалль (Зеттерберг) 20:50 Д. Лундквіст (Перссон, Ю. Ларссон) 50:24 Перссон (Гедман, Д. Лундквіст) 58:04 | 1:0 2:0 2:1 3:1 4:1 | 43:44 Петружалек (Гемський) |               | Арбітри: Антті Боман Ярі Левонен |
| 8 хв. | Вилучення           | 6 хв.                       |               | Арбітри: Антті Боман Ярі Левонен |
| 20 | Кидки               | 17                          |               | Арбітри: Антті Боман Ярі Левонен |

| 6 травня 2012 12:15 | Данія | 3 : 4 ОТ (0:2, 3:1, 0:0, 0:1) | Італія | «Глобен Арена», Стокгольм Глядачів: 2,878 |

| Протокол                                                                                   | Протокол                    | Протокол                                                                                                   | Протокол          | Протокол                              |
| ------------------------------------------------------------------------------------------ | --------------------------- | --- | ----------------- | ------------------------------------- |
|                                                                                            | Фредерік Андерсен           | Голкіпери                                                                                                  | Деніел Белліссімо | Арбітри: Владімір Балушка Антті Боман |
| Л. Еллер (Ф. Нільсен, Є. Єнсен) 20:14 Є. Єнсен (М. Греен, Д. Нільсен) 24:42 Є. Єнсен 31:53 | 0:1 0:2 1:2 2:2 3:2 3:3 3:4 | 14:12 Ансольді (Сканделла) 14:30 де Маркі (Фонтаніве) 33:56 де Маркі (Сканделла, Пластіно) 60:52 Сканделла |                   | Арбітри: Владімір Балушка Антті Боман |
| 6 хв.                                                                                      | Вилучення                   | 8 хв. |                   | Арбітри: Владімір Балушка Антті Боман |
| 35                                                                                         | Кидки                       | 24 |                   | Арбітри: Владімір Балушка Антті Боман |

| 6 травня 2012 16:15 | Росія | 4 : 2 (0:0, 3:2, 1:0) | Норвегія | «Глобен Арена», Стокгольм Глядачів: 4,438 |

| Протокол | Протокол                | Протокол                                                  | Протокол     | Протокол                           |
| --- | ----------------------- | --------------------------------------------------------- | ------------ | ---------------------------------- |
| | Семен Варламов          | Голкіпери                                                 | Ларс Вольден | Арбітри: Денні Курманн Стів Патафі |
| Дацюк (Калінін, Ємелін) 21:21 Денисов (Медведєв, Кузнецов) 27:01 Кульомін (Малкін) 32:46 Пережогін (Малкін) 40:40 | 1:0 2:0 2:1 3:1 3:2 4:2 | 30:34 Аск (Голес, Торесен) 35:52 Хольтет (Скредер, Голес) |              | Арбітри: Денні Курманн Стів Патафі |
| 8 хв. | Вилучення               | 10 хв.                                                    |              | Арбітри: Денні Курманн Стів Патафі |
| 46 | Кидки                   | 21                                                        |              | Арбітри: Денні Курманн Стів Патафі |

| 6 травня 2012 20:15 | Німеччина | 2 : 3 (0:1, 2:1, 0:1) | Латвія | «Глобен Арена», Стокгольм Глядачів: 4,162 |

| Протокол                                                            | Протокол            | Протокол | Протокол          | Протокол                          |
| ------------------------------------------------------------------- | ------------------- | --- | ----------------- | --------------------------------- |
|                                                                     | Денніс Ендрас       | Голкіпери | Едгарс Масальскіс | Арбітри: Ярі Левонен Брент Райбер |
| Тріпп (Госпельт, Лавалле) 24:58 Госпельт (Раймер, Ф. Гогулла) 32:03 | 0:1 0:2 1:2 2:2 2:3 | 11:09 Мікс Індрашіс (Яніс Спруктс, Гунтіс Галвіньш) 23:10 Мікеліс Редліхс (Спруктс, Індрашіс) 52:15 Олексій Широков (Каспарс Даугавіньш) |                   | Арбітри: Ярі Левонен Брент Райбер |
| 6 хв.                                                               | Вилучення           | 0 хв. |                   | Арбітри: Ярі Левонен Брент Райбер |
| 37                                                                  | Кидки               | 27 |                   | Арбітри: Ярі Левонен Брент Райбер |

#### 3-й тур
| 7 травня 2012 16:15 | Чехія | 4 : 3 Б (1:1, 1:1, 1:1, 0:0, 1:0) | Норвегія | «Глобен Арена», Стокгольм Глядачів: 3,383 |

| Протокол                                                                                              | Протокол                | Протокол                                                                                             | Протокол    | Протокол                          |
| --- | ----------------------- | --- | ----------- | --------------------------------- |
| | Якуб Коварж             | Голкіпери                                                                                            | Ларс Хауген | Арбітри: Девід Льюїс Брент Райбер |
| Гемський (Недвед) 16:41 Крейчі (Тенкрат) 37:04 Фролик (Плеканець, Міхалек) 47:56 Гемський (пер. бул.) | 0:1 1:1 1:2 2:2 3:2 3:3 | 11:16 М. Олімб (Голес, Аск) 21:39 Л.Е. Спетс (Бастіансен, М. Олімб) 50:51 Голес (Бонсаксен, Торесен) |             | Арбітри: Девід Льюїс Брент Райбер |
| 8 хв.                                                                                                 | Вилучення               | 4 хв.                                                                                                |             | Арбітри: Девід Льюїс Брент Райбер |
| 31 | Кидки                   | 31                                                                                                   |             | Арбітри: Девід Льюїс Брент Райбер |

| 7 травня 2012 20:15 | Данія | 4 : 6 (1:4, 1:2, 2:0) | Швеція | «Глобен Арена», Стокгольм Глядачів: 8,119 |

| Протокол | Протокол                                | Протокол | Протокол   | Протокол                        |
| --- | --------------------------------------- | --- | ---------- | ------------------------------- |
| | Фредерік Андерсен                       | Голкіпери | Юнас Енрот | Арбітри: Кейт Кавал Стів Патафі |
| Гардт (Гансен, Ф. Ларсен) 18:27 Гардт (Ф. Нільсен, Еллер) 38:47 Еллер (Гардт, Ф. Нільсен) 40:21 Греен (Гансен, Д. Нільсен) 51:27 | 0:1 0:2 0:3 0:4 1:4 1:5 1:6 2:6 3:6 4:6 | 02:06 Стольберг (Крюгер, Ялмарссон) 06:06 Л. Ерікссон (Франзен) 11:05 Л. Ерікссон (Зеттерберг, Франзен) 11:43 Стольберг (Крюгер, Ландескуг) 20:43 Альфредссон (Л. Ерікссон, Н. Крунвалль) 29:16 Зеттерберг (С. Крунвалль, Франзен) |            | Арбітри: Кейт Кавал Стів Патафі |
| 10 хв. | Вилучення                               | 12 хв. |            | Арбітри: Кейт Кавал Стів Патафі |
| 18 | Кидки                                   | 42 |            | Арбітри: Кейт Кавал Стів Патафі |

| 8 травня 2012 16:15 | Латвія | 5 : 0 (1:0, 2:0, 2:0) | Італія | «Глобен Арена», Стокгольм Глядачів: 2,785 |

| Протокол | Протокол            | Протокол  | Протокол                        | Протокол                             |
| --- | ------------------- | --------- | ------------------------------- | ------------------------------------ |
| | Едгарс Масальскіс   | Голкіпери | Деніел Белліссімо Томас Трагуст | Арбітри: Кейт Кавал Костянтин Оленін |
| Р. Кєниньш (Берзіньш) 18:24 Мейя (Р. Кєниньш, О. Бартуліс) 24:16 О. Бартуліс (Ципуліс) 37:54 Індрашіс (Спруктс, Г. Галвіньш) 40:43 Редліхс 42:31 | 1:0 2:0 3:0 4:0 5:0 |           |                                 | Арбітри: Кейт Кавал Костянтин Оленін |
| 4 хв. | Вилучення           | 14 хв.    |                                 | Арбітри: Кейт Кавал Костянтин Оленін |
| 35 | Кидки               | 23        |                                 | Арбітри: Кейт Кавал Костянтин Оленін |

| 8 травня 2012 20:15 | Росія | 2 : 0 (1:0, 0:0, 1:0) | Німеччина | «Глобен Арена», Стокгольм Глядачів: 2,897 |

| Протокол                                                          | Протокол       | Протокол  | Протокол      | Протокол                              |
| ----------------------------------------------------------------- | -------------- | --------- | ------------- | ------------------------------------- |
|                                                                   | Семен Варламов | Голкіпери | Дмитро Кочнев | Арбітри: Владімір Балушка Антті Боман |
| Жердєв (Медведєв, Малкін) 19:51 Терещенко (Широков, Жердєв) 50:35 | 1:0 2:0        |           |               | Арбітри: Владімір Балушка Антті Боман |
| 10 хв.                                                            | Вилучення      | 10 хв.    |               | Арбітри: Владімір Балушка Антті Боман |
| 26                                                                | Кидки          | 30        |               | Арбітри: Владімір Балушка Антті Боман |

#### 4-й тур
| 9 травня 2012 16:15 | Норвегія | 6 : 2 (2:1, 2:1, 2:0) | Італія | «Глобен Арена», Стокгольм Глядачів: 1,357 |

| Протокол | Протокол                        | Протокол                                                 | Протокол          | Протокол                                    |
| --- | ------------------------------- | -------------------------------------------------------- | ----------------- | ------------------------------------------- |
| | Ларс Хауген                     | Голкіпери                                                | Деніел Белліссімо | Арбітри: Владімір Балушка В'ячеслав Буланов |
| Трайг (М. Олімб) 03:06 Торесен (Скредер, Бастіансен) 16:51 Маріус Хольтет (Скредер, Торесен)24:27 Бастіансен (М. Олімб, Л.Е. Спетс) 30:35 Трайг (Ларс Хауген) 48:11 Скредер (Торесен, Хольтет) 54:49 | 1:0 1:1 2:1 3:1 4:1 4:2 5:2 6:2 | 05:11 Ансольді (Тудін) 32:35 Еггер (Т. Ларкін, В. Рокко) |                   | Арбітри: Владімір Балушка В'ячеслав Буланов |
| 24 хв. | Вилучення                       | 14 хв.                                                   |                   | Арбітри: Владімір Балушка В'ячеслав Буланов |
| 39 | Кидки                           | 18                                                       |                   | Арбітри: Владімір Балушка В'ячеслав Буланов |

| 9 травня 2012 20:15 | Швеція | 5 : 2 (1:1, 2:1, 2:0) | Німеччина | «Глобен Арена», Стокгольм Глядачів: 11,500 |

| Протокол | Протокол                    | Протокол                                                  | Протокол      | Протокол                                |
| --- | --------------------------- | --------------------------------------------------------- | ------------- | --------------------------------------- |
| | Віктор Фаст                 | Голкіпери                                                 | Денніс Ендрас | Арбітри: Денні Курманн Костянтин Оленін |
| Крюгер (Ландескуг, Гедман) 01:17 Стольберг (Ялмарссон) 26:38 Ерік Карлссон (Зеттерберг, Л. Ерікссон) 28:14 Ніклас Перссон (Юган Ларссон) 42:30 Франзен (Зеттерберг) 48:32 | 1:0 1:1 2:1 3:1 3:2 4:2 5:2 | 19:59 Гогулла (Госпельт) 36:58 Раймер (Фішер, Ф. Гогулла) |               | Арбітри: Денні Курманн Костянтин Оленін |
| 2 хв. | Вилучення                   | 6 хв.                                                     |               | Арбітри: Денні Курманн Костянтин Оленін |
| 45 | Кидки                       | 17                                                        |               | Арбітри: Денні Курманн Костянтин Оленін |

| 10 травня 2012 16:15 | Данія | 1 : 3 (1:2, 0:1, 0:0) | Росія | «Глобен Арена», Стокгольм Глядачів: 2,117 |

| Протокол    | Протокол        | Протокол                                                                                             | Протокол          | Протокол                                |
| ----------- | --------------- | --- | ----------------- | --------------------------------------- |
|             | Сімон Нільсен   | Голкіпери                                                                                            | Костянтин Барулін | Арбітри: Ларс Брюггеман Морган Юганссон |
| Еллер 04:11 | 0:1 1:1 1:2 1:3 | 02:08 Медведєв (Широков, Жердєв) 13:35 Малкін (Пережогін, Нікулін) 26:32 Калінін (Кузнецов, Широков) |                   | Арбітри: Ларс Брюггеман Морган Юганссон |
| 6 хв.       | Вилучення       | 2 хв.                                                                                                |                   | Арбітри: Ларс Брюггеман Морган Юганссон |
| 36          | Кидки           | 52                                                                                                   |                   | Арбітри: Ларс Брюггеман Морган Юганссон |

| 10 травня 2012 20:15 | Чехія | 3 : 1 (0:0, 1:1, 2:0) | Латвія | «Глобен Арена», Стокгольм Глядачів: 2,570 |

| Протокол                                                                                    | Протокол        | Протокол                 | Протокол          | Протокол                                 |
| ------------------------------------------------------------------------------------------- | --------------- | ------------------------ | ----------------- | ---------------------------------------- |
|                                                                                             | Якуб Коварж     | Голкіпери                | Едгарс Масальскіс | Арбітри: Денні Курманн В'ячеслав Буланов |
| Міхалек (Накладал, Плеканець) 28:58 Недвед (Немець, Часлава) 50:50 Плеканець (Блатяк) 53:22 | 0:1 1:1 2:1 3:1 | 23:55 Берзіньш (Кєниньш) |                   | Арбітри: Денні Курманн В'ячеслав Буланов |
| 12 хв.                                                                                      | Вилучення       | 10 хв.                   |                   | Арбітри: Денні Курманн В'ячеслав Буланов |
| 34                                                                                          | Кидки           | 26                       |                   | Арбітри: Денні Курманн В'ячеслав Буланов |

#### 5-й тур
| 11 травня 2012 16:15 | Італія | 0 : 6 (0:2, 0:3, 0:1) | Чехія | «Глобен Арена», Стокгольм Глядачів: 2,753 |

| Протокол | Протокол                | Протокол | Протокол      | Протокол                                  |
| -------- | ----------------------- | --- | ------------- | ----------------------------------------- |
|          | Томас Трагуст           | Голкіпери | Якуб Штепанек | Арбітри: Морган Юганссон Костянтин Оленін |
|          | 0:1 0:2 0:3 0:4 0:5 0:6 | 05:56 Недвед (Крейчі, Накладал) 12:45 Новотний (Петружалек) 27:15 Часлава (Тенкрат) 31:45 Гемський (Ерат) 32:45 Часлава (Петружалек, Коукал) 54:29 Ерат (Крайчек) |               | Арбітри: Морган Юганссон Костянтин Оленін |
| 12 хв.   | Вилучення               | 8 хв. |               | Арбітри: Морган Юганссон Костянтин Оленін |
| 20       | Кидки                   | 41 |               | Арбітри: Морган Юганссон Костянтин Оленін |

| 11 травня 2012 20:15 | Росія | 7 : 3 (1:2, 2:1, 4:0) | Швеція | «Глобен Арена», Стокгольм Глядачів: 11,500 |

| Протокол | Протокол                                | Протокол | Протокол    | Протокол                        |
| --- | --------------------------------------- | --- | ----------- | ------------------------------- |
| | Семен Варламов                          | Голкіпери | Віктор Фаст | Арбітри: Антті Боман Кейт Кавал |
| Попов (Малкін) 10:27 Малкін (Бірюков, Кузнецов) 36:00 Ємелін (Дацюк, Калінін) 38:27 Пережогін (Медведєв) 40:15 Малкін (Попов) 42:40 Малкін (Попов) 51:08 Денисов (Малкін, Попов) 59:06 | 0:1 1:1 1:2 1:3 2:3 3:3 4:3 5:3 6:3 7:3 | 05:57 Е. Карлссон (Стольберг, Альфредссон) 14:33 Зеттерберг (Альфредссон, Л. Ерікссон) 29:36 Франзен (Л. Ерікссон, Зеттерберг) |             | Арбітри: Антті Боман Кейт Кавал |
| 37 хв. | Вилучення                               | 10 хв. |             | Арбітри: Антті Боман Кейт Кавал |
| 36 | Кидки                                   | 46 |             | Арбітри: Антті Боман Кейт Кавал |

| 12 травня 2012 12:15 | Норвегія | 3 : 0 (1:0, 2:0, 0:0) | Латвія | «Глобен Арена», Стокгольм Глядачів: 5,332 |

| Протокол                                                                 | Протокол    | Протокол  | Протокол          | Протокол                                 |
| ------------------------------------------------------------------------ | ----------- | --------- | ----------------- | ---------------------------------------- |
|                                                                          | Ларс Хауген | Голкіпери | Едгарс Масальскіс | Арбітри: Ларс Брюггеман Костянтин Оленін |
| Голес 12:43 Мартінсен (Трюгг, Аск) 25:54 Торесен (Гансен, Скредер) 38:43 | 1:0 2:0 3:0 |           |                   | Арбітри: Ларс Брюггеман Костянтин Оленін |
| 8 хв.                                                                    | Вилучення   | 22 хв.    |                   | Арбітри: Ларс Брюггеман Костянтин Оленін |
| 30                                                                       | Кидки       | 25        |                   | Арбітри: Ларс Брюггеман Костянтин Оленін |

| 12 травня 2012 16:15 | Німеччина | 2 : 1 (0:0, 1:1, 1:0) | Данія | «Глобен Арена», Стокгольм Глядачів: 5,107 |

| Протокол                                                            | Протокол      | Протокол    | Протокол          | Протокол                                |
| ------------------------------------------------------------------- | ------------- | ----------- | ----------------- | --------------------------------------- |
|                                                                     | Денніс Ендрас | Голкіпери   | Фредерік Андерсен | Арбітри: Владімір Балушка Денні Курманн |
| Грайлінгер (Фішер, Кауфманн) 37:10 Гогулла (Раймер, Улльманн) 48:24 | 0:1 1:1 2:1   | 21:35 Греен |                   | Арбітри: Владімір Балушка Денні Курманн |
| 6 хв.                                                               | Вилучення     | 2 хв.       |                   | Арбітри: Владімір Балушка Денні Курманн |
| 27                                                                  | Кидки         | 28          |                   | Арбітри: Владімір Балушка Денні Курманн |

#### 6-й тур
| 12 травня 2012 20:15 | Італія | 0 : 4 (0:2, 0:1, 0:1) | Швеція | «Глобен Арена», Стокгольм Глядачів: 8,979 |

| Протокол | Протокол                        | Протокол | Протокол    | Протокол                               |
| -------- | ------------------------------- | --- | ----------- | -------------------------------------- |
|          | Деніел Белліссімо Томас Трагуст | Голкіпери | Віктор Фаст | Арбітри: Антті Боман В'ячеслав Буланов |
|          | 0:1 0:2 0:3 0:4                 | 05:13 Крюгер (Карлссон, Альфредссон) 19:12 Н. Крунвалль (Ландескуг) 25:45 Е. Карлссон (Зеттерберг) 41:45 Ландескуг (Л. Ерікссон, Зеттерберг) |             | Арбітри: Антті Боман В'ячеслав Буланов |
| 16 хв.   | Вилучення                       | 6 хв. |             | Арбітри: Антті Боман В'ячеслав Буланов |
| 19       | Кидки                           | 42 |             | Арбітри: Антті Боман В'ячеслав Буланов |

| 13 травня 2012 16:15 | Росія | 2 : 0 (1:0, 0:0, 1:0) | Чехія | «Глобен Арена», Стокгольм Глядачів: 5,341 |

| Протокол                                       | Протокол          | Протокол  | Протокол    | Протокол                              |
| ---------------------------------------------- | ----------------- | --------- | ----------- | ------------------------------------- |
|                                                | Костянтин Барулін | Голкіпери | Якуб Коварж | Арбітри: Ларс Брюггеман Денні Курманн |
| Пережогін (Нікулін) 00:24 Малкін (Попов) 40:44 | 1:0 2:0           |           |             | Арбітри: Ларс Брюггеман Денні Курманн |
| 8 хв.                                          | Вилучення         | 8 хв.     |             | Арбітри: Ларс Брюггеман Денні Курманн |
| 23                                             | Кидки             | 30        |             | Арбітри: Ларс Брюггеман Денні Курманн |

| 13 травня 2012 20:15 | Німеччина | 4 : 12 (0:3, 1:6, 3:3) | Норвегія | «Глобен Арена», Стокгольм Глядачів: 2,462 |

| Протокол                                                                                                   | Протокол                                                              | Протокол | Протокол    | Протокол                              |
| --- | --------------------------------------------------------------------- | --- | ----------- | ------------------------------------- |
| | Денніс Ендрас Дмитро Кочнєв                                           | Голкіпери | Ларс Хауген | Арбітри: В'ячеслав Буланов Кейт Кавал |
| Раймер (Гогулла, Шуберт) 38:25 Крюгер (Гогулла) 41:01 Кінк (Лавалле) 46:27 Фішер (Госпельт, Гогулла) 45:11 | 0:1 0:2 0:3 0:4 0:5 0:6 0:7 0:8 0:9 1:9 1:10 2:10 2:11 3:11 3:12 4:12 | 00:20 Торесен (Гансен, Пер-Оге Скредер) 01:28 Торесен (Хольтет) 05:07 Реймарк (Хольтет) 23:16 Л. Е. Спетс (М. Олімб, Бастіансен) 24:12 Каунісмякі (Аск, К. А. Олімб) 27:52 Холес (Торесен, Аск) 32:07 Торесен (Аск, Голес) 33:24 Скредер (М. Олімб, Аск) 34:07 Трюгг (Торесен, Гансен) 40:44 Скредер (Торесен, Гансен) 43:15 Гансен (Бастіансен, Каунісмякі) 52:05 Трюгг (Гансен) |             | Арбітри: В'ячеслав Буланов Кейт Кавал |
| 26 хв. | Вилучення                                                             | 12 хв. |             | Арбітри: В'ячеслав Буланов Кейт Кавал |
| 29 | Кидки                                                                 | 32 |             | Арбітри: В'ячеслав Буланов Кейт Кавал |

| 14 травня 2012 16:15 | Латвія | 0 : 2 (0:0, 0:2, 0:0) | Данія | «Глобен Арена», Стокгольм Глядачів: 2,197 |

| Протокол | Протокол                      | Протокол                                 | Протокол          | Протокол                                  |
| -------- | ----------------------------- | ---------------------------------------- | ----------------- | ----------------------------------------- |
|          | Едгарс Масальскіс Маріс Ючерс | Голкіпери                                | Фредерік Андерсен | Арбітри: Ларс Брюггеман В'ячеслав Буланов |
|          | 0:1 0:2                       | 24:48 Греен (Гардт) 35:23 Мадсен (Еллер) |                   | Арбітри: Ларс Брюггеман В'ячеслав Буланов |
| 10 хв.   | Вилучення                     | 22 хв.                                   |                   | Арбітри: Ларс Брюггеман В'ячеслав Буланов |
| 35       | Кидки                         | 28                                       |                   | Арбітри: Ларс Брюггеман В'ячеслав Буланов |

#### 7-й тур
| 14 травня 2012 20:15 | Італія | 0 : 4 (0:1, 0:2, 0:1) | Росія | «Глобен Арена», Стокгольм Глядачів: 2,336 |

| Протокол | Протокол        | Протокол | Протокол                       | Протокол                                  |
| -------- | --------------- | --- | ------------------------------ | ----------------------------------------- |
|          | Томас Трагуст   | Голкіпери | Семен Варламов Михайло Бірюков | Арбітри: Владімір Балушка Морган Юганссон |
|          | 0:1 0:2 0:3 0:4 | 10:35 Дацюк (Кузнецов) 24:28 Кузнецов (Кульомін, Нікітін) 28:07 Є. Бірюков (Малкін, Пережогін) 53:38 Попов (Пережогін) |                                | Арбітри: Владімір Балушка Морган Юганссон |
| 4 хв.    | Вилучення       | 2 хв. |                                | Арбітри: Владімір Балушка Морган Юганссон |
| 29       | Кидки           | 40 |                                | Арбітри: Владімір Балушка Морган Юганссон |

| 15 травня 2012 12:15 | Норвегія | 6 : 2 (0:0, 5:0, 1:2) | Данія | «Глобен Арена», Стокгольм Глядачів: 2,054 |

| Протокол | Протокол                        | Протокол                                      | Протокол          | Протокол                               |
| --- | ------------------------------- | --------------------------------------------- | ----------------- | -------------------------------------- |
| | Ларс Хауген                     | Голкіпери                                     | Фредерік Андерсен | Арбітри: Морган Юганссон Денні Курманн |
| Спетс (Аск, М. Олімб) 26:12 Аск (К.А. Олімб, Мартінсен) 27:29 Скредер (Торесен) 35:35 Голес (Торесен, Гансен) 37:53 Торесен (Мартінсен, Голес) 39:39 Трюгг (Торесен, Скредер) 55:39 | 1:0 2:0 3:0 4:0 5:0 5:1 5:2 6:2 | 43:03 Мадсен (Герсбі) 47:50 Поульсен (Ларсен) |                   | Арбітри: Морган Юганссон Денні Курманн |
| 22 хв. | Вилучення                       | 45 хв.                                        |                   | Арбітри: Морган Юганссон Денні Курманн |
| 27 | Кидки                           | 28                                            |                   | Арбітри: Морган Юганссон Денні Курманн |

| 15 травня 2012 16:15 | Чехія | 8 : 1 (3:1, 3:0, 2:0) | Німеччина | «Глобен Арена», Стокгольм Глядачів: 2,114 |

| Протокол | Протокол                            | Протокол                            | Протокол      | Протокол                                    |
| --- | ----------------------------------- | ----------------------------------- | ------------- | ------------------------------------------- |
| | Якуб Штепанек Петр Мразек           | Голкіпери                           | Денніс Ендрас | Арбітри: В'ячеслав Буланов Костянтин Оленін |
| Гемський (Пруха) 01:58 Крайчек (Вондрка, Новотний) 10:34 Ерат (Накладал, Крейчі) 16:05 Коукал (Крайчек, Часлава) 25:01 Крейчі (Тенкрат) 29:55 Новотний (Петружалек) 34:22 Коукал (Крейчі, Плеканець) 44:34 Блатяк (Крейчі, Плеканець) 46:42 | 1:0 1:1 2:1 3:1 4:1 5:1 6:1 7:1 8:1 | 07:36 Грайлінгер (Шуберт, Улльманн) |               | Арбітри: В'ячеслав Буланов Костянтин Оленін |
| 4 хв. | Вилучення                           | 14 хв.                              |               | Арбітри: В'ячеслав Буланов Костянтин Оленін |
| 39 | Кидки                               | 18                                  |               | Арбітри: В'ячеслав Буланов Костянтин Оленін |

| 15 травня 2012 20:15 | Швеція | 4 : 0 (2:0, 1:0, 1:0) | Латвія | «Глобен Арена», Стокгольм Глядачів: 9,358 |

| Протокол | Протокол        | Протокол  | Протокол    | Протокол                                 |
| --- | --------------- | --------- | ----------- | ---------------------------------------- |
| | Віктор Фаст     | Голкіпери | Маріс Ючерс | Арбітри: Владімір Балушка Ларс Брюггеман |
| Л. Ерікссон (Зеттерберг, Франзен) 04:39 Якоб Сільверберг (Е. Карлссон, Бекстрем) 14:40 Зеттерберг (Зеттерберг, Альфредссон) 33:45 Франзен (Зеттерберг, Е. Карлссон) 52:18 | 1:0 2:0 3:0 4:0 |           |             | Арбітри: Владімір Балушка Ларс Брюггеман |
| 6 хв. | Вилучення       | 33 хв.    |             | Арбітри: Владімір Балушка Ларс Брюггеман |
| 44 | Кидки           | 22        |             | Арбітри: Владімір Балушка Ларс Брюггеман |

## Плей-оф
|  | Чвертьфінали | Чвертьфінали | Чвертьфінали |   |        | Півфінали  | Півфінали | Півфінали           |       |      | Фінал      | Фінал     | Фінал |
|  |              |              |              |   |        |            |           |                     |       |      |            |           |       |
|  | H1           | Канада       | 3            |   |        |            |           |                     |       |      |            |           |       |
|  | H4           | Словаччина   | 4            |   |        |            |           |                     |       |      |            |           |       |
|  | H4           | Словаччина   | 4            |   | WQF1   | Словаччина | 3         |                     |       |      |            |           |       |
|  |              |              |              |   | WQF1   | Словаччина | 3         |                     |       |      |            |           |       |
|  |              | WQF2         | Чехія        | 1 |        |            |           |                     |       |      |            |           |       |
|  | S2           | WQF2         | Чехія        | 1 | Швеція | 3          |           |                     |       |      |            |           |       |
|  | S2           |              |              |   | Швеція | 3          |           |                     |       |      |            |           |       |
|  | S3           | Чехія        | 4            |   |        |            |           |                     |       |      |            |           |       |
|  | S3           | Чехія        | 4            |   |        |            |           |                     |       | LSF1 | Словаччина | 2         |       |
|  |              |              |              |   |        |            |           |                     |       | LSF1 | Словаччина | 2         |       |
|  |              | LSF2         | Росія        | 6 |        |            |           |                     |       |      |            |           |       |
|  | S1           | LSF2         | Росія        | 6 | Росія  | 5          |           |                     |       |      |            |           |       |
|  | S1           |              |              |   | Росія  | 5          |           |                     |       |      |            |           |       |
|  | S4           | Норвегія     | 2            |   |        |            |           |                     |       |      |            |           |       |
|  | S4           | Норвегія     | 2            |   | WQF3   | Росія      | 6         |                     |       |      |            |           |       |
|  |              |              |              |   | WQF3   | Росія      | 6         | Матч за третє місце |       |      |            |           |       |
|  |              | WQF4         | Фінляндія    | 2 |        |            |           |                     |       |      |            |           |       |
|  | H2           | WQF4         | Фінляндія    | 2 | США    | 2          |           | WSF1                | Чехія | 3    |            |           |       |
|  | H2           |              |              |   | США    | 2          |           | WSF1                | Чехія | 3    |            |           |       |
|  | H3           | Фінляндія    | 3            |   |        |            |           |                     |       |      | WSF2       | Фінляндія | 2     |

### Чвертьфінали
- Час початку матчів місцевий Гельсінкі, UTC+3 та Стокгольм, UTC+2.

| 17 травня 2012 13:00 | Канада | 3 : 4 (1:2, 2:0, 0:2) | Словаччина | Хартвалль Арена, Гельсінкі Глядачів: 11,568 |

| Протокол                                                                       | Протокол                    | Протокол | Протокол | Протокол                              |
| ------------------------------------------------------------------------------ | --------------------------- | --- | -------- | ------------------------------------- |
|                                                                                | Кем Ворд                    | Голкіпери | Ян Лацо  | Арбітри: Мартін Франьо Антонін Єрабек |
| Кейн (Гецлаф) 16:14 Скіннер (Еберле, Шарп) 26:30 Барроуз (Расселл, Ледд) 37:43 | 0:1 0:2 1:2 2:2 3:2 3:3 3:4 | 05:57 Копецький (Радівоєвич, Гандзуш) 09:14 Шатан (Гудачек, Суровий) 53:25 Бартович (Татар) 57:32 Гандзуш (Секера) |          | Арбітри: Мартін Франьо Антонін Єрабек |
| 31 хв.                                                                         | Вилучення                   | 6 хв. |          | Арбітри: Мартін Франьо Антонін Єрабек |
| 36                                                                             | Кидки                       | 28 |          | Арбітри: Мартін Франьо Антонін Єрабек |

| 17 травня 2012 14:45 | Росія | 5 : 2 (2:1, 0:1, 3:0) | Норвегія | «Глобен Арена», Стокгольм Глядачів: 7,519 |

| Протокол | Протокол                    | Протокол                                                   | Протокол    | Протокол                              |
| --- | --------------------------- | ---------------------------------------------------------- | ----------- | ------------------------------------- |
| | Семен Варламов              | Голкіпери                                                  | Ларс Хауген | Арбітри: Ларс Брюггеман Денні Курманн |
| Олександр Овечкін (Сьомін) 11:33 Попов (Ємелін, Рясенський) 14:09 Ємелін (Дацюк, Сьомін) 40:55 Жердєв (Бірюков, Терещенко) 50:43 Нікулін (Малкін) 54:52 | 0:1 1:1 2:1 2:2 3:2 4:2 5:2 | 07:26 Скредер (Гансен, Торесен) 20:28 Торесен (Голес, Аск) |             | Арбітри: Ларс Брюггеман Денні Курманн |
| 2 хв. | Вилучення                   | 8 хв.                                                      |             | Арбітри: Ларс Брюггеман Денні Курманн |
| 45 | Кидки                       | 21                                                         |             | Арбітри: Ларс Брюггеман Денні Курманн |

| 17 травня 2012 18:30 | США | 2 : 3 (0:0, 1:1, 1:2) | Фінляндія | Хартвалль Арена, Гельсінкі Глядачів: 12,426 |

| Протокол                                              | Протокол            | Протокол                                                                                     | Протокол      | Протокол                                    |
| ----------------------------------------------------- | ------------------- | -------------------------------------------------------------------------------------------- | ------------- | ------------------------------------------- |
|                                                       | Джиммі Говард       | Голкіпери                                                                                    | Петрі Веханен | Арбітри: В'ячеслав Буланов Костянтин Оленін |
| Палм'єрі (Петрі, Кребб) 33:48 Раєн (Фолк, Сміт) 41:49 | 0:1 1:1 2:1 2:2 2:3 | 33:27 Йоенсуу (Пільстрем, Кукконен) 53:02 Койву (Йокінен, Філппула) 59:51 Йоенсуу (Контіола) |               | Арбітри: В'ячеслав Буланов Костянтин Оленін |
| 2 хв.                                                 | Вилучення           | 0 хв.                                                                                        |               | Арбітри: В'ячеслав Буланов Костянтин Оленін |
| 26                                                    | Кидки               | 31                                                                                           |               | Арбітри: В'ячеслав Буланов Костянтин Оленін |

| 17 травня 2012 20:15 | Швеція | 3 : 4 (1:2, 1:1, 1:1) | Чехія | «Глобен Арена», Стокгольм Глядачів: 10,397 |

| Протокол                                                                                            | Протокол                    | Протокол                                                                                            | Протокол    | Протокол                          |
| --------------------------------------------------------------------------------------------------- | --------------------------- | --------------------------------------------------------------------------------------------------- | ----------- | --------------------------------- |
| | Віктор Фаст                 | Голкіпери                                                                                           | Якуб Коварж | Арбітри: Ярі Левонен Брент Райбер |
| Л. Ерікссон (Зеттерберг, Франзен) 07:10 Зеттерберг 39:15 Д. Ерікссон (Л. Ерікссон, Ландескуг) 40:45 | 1:0 1:1 1:2 1:3 2:3 3:3 3:4 | 11:50 Недвед (Накладал, Немець) 16:56 Новотний (Міхалек) 30:27 Ерат (Міхалек, Крейчі) 59:31 Міхалек |             | Арбітри: Ярі Левонен Брент Райбер |
| 6 хв.                                                                                               | Вилучення                   | 2 хв.                                                                                               |             | Арбітри: Ярі Левонен Брент Райбер |
| 39                                                                                                  | Кидки                       | 32                                                                                                  |             | Арбітри: Ярі Левонен Брент Райбер |

### Півфінали
| 19 травня 2012 14:30 | Росія | 6 : 2 (2:1, 2:0, 2:1) | Фінляндія | Хартвалль Арена, Гельсінкі Глядачів: 13,239 |

| Протокол | Протокол                        | Протокол                                                                       | Протокол      | Протокол                             |
| --- | ------------------------------- | ------------------------------------------------------------------------------ | ------------- | ------------------------------------ |
| | Семен Варламов                  | Голкіпери                                                                      | Петрі Веханен | Арбітри: Антонін Єрабек Брент Райбер |
| Є. Малкін (Нікітін, О. Попов) 15:33 Малкін (М. Жердєв, Широков) 19:06 Олександр Овечкін (Денисов, О. Попов) 29:47 Малкін (Ілля Нікулін) 37:46 Д. Кокарев (Кульомін) 41:05 Широков (Бірюков, Нікітін) 48:41 | 0:1 1:1 2:1 3:1 4:1 5:1 6:1 6:2 | 07:28 Янне Ніскала (Контіола, Йоенсуу) 56:04 Мікаель Гранлунд (Ярвінен, Койву) |               | Арбітри: Антонін Єрабек Брент Райбер |
| 4 хв. | Вилучення                       | 8 хв.                                                                          |               | Арбітри: Антонін Єрабек Брент Райбер |
| 23 | Кидки                           | 31                                                                             |               | Арбітри: Антонін Єрабек Брент Райбер |

| 19 травня 2012 18:30 | Чехія | 1 : 3 (0:1, 1:0, 0:2) | Словаччина | Хартвалль Арена, Гельсінкі Глядачів: 12,355 |

| Протокол                              | Протокол                  | Протокол                                                                                   | Протокол | Протокол                            |
| ------------------------------------- | ------------------------- | ------------------------------------------------------------------------------------------ | -------- | ----------------------------------- |
|                                       | Якуб Коварж Якуб Штепанек | Голкіпери                                                                                  | Ян Лацо  | Арбітри: Ларс Брюггеман Ярі Левонен |
| Міхаел Фролик (Томаш Плеканець) 30:45 | 0:1 1:1 1:2 1:3           | 15:52 Мірослав Шатан (Секера, Баранка) 40:56 Шатан (Гандзуш) 44:23 Лібор Гудачек (Суровий) |          | Арбітри: Ларс Брюггеман Ярі Левонен |
| 0 хв.                                 | Вилучення                 | 6 хв.                                                                                      |          | Арбітри: Ларс Брюггеман Ярі Левонен |
| 37                                    | Кидки                     | 28                                                                                         |          | Арбітри: Ларс Брюггеман Ярі Левонен |

### Матч за 3-є місце
Час початку матчу місцевий (UTC+3)
| 20 травня 2012 16:00 | Фінляндія | 2 : 3 (1:3, 0:0, 1:0) | Чехія | Хартвалль Арена, Гельсінкі Глядачів: 12,879 |

| Протокол                                                        | Протокол            | Протокол                                                                        | Протокол      | Протокол                                 |
| --------------------------------------------------------------- | ------------------- | ------------------------------------------------------------------------------- | ------------- | ---------------------------------------- |
|                                                                 | Петрі Веханен       | Голкіпери                                                                       | Якуб Штепанек | Арбітри: В'ячеслав Буланов Денні Курманн |
| Пюоряля (Іммонен, Ярвінен) 16:53 Йокінен (Мяенпяя, Койву) 49:01 | 0:1 1:1 1:2 1:3 2:3 | 12:17 Пруха (Крайчек, Гемський) 17:22 Новотний (Кашпар) 19:07 Крейчі (Гемський) |               | Арбітри: В'ячеслав Буланов Денні Курманн |
| 8 хв.                                                           | Вилучення           | 12 хв.                                                                          |               | Арбітри: В'ячеслав Буланов Денні Курманн |
| 36                                                              | Кидки               | 28                                                                              |               | Арбітри: В'ячеслав Буланов Денні Курманн |

### Фінал
Час початку матчу місцевий (UTC+3)
| 20 травня 2012 20:30 | Росія | 6 : 2 (1:1, 3:0, 2:1) | Словаччина | Хартвалль Арена, Гельсінкі Глядачів: 13,242 |

| Протокол | Протокол                        | Протокол                                            | Протокол               | Протокол                             |
| --- | ------------------------------- | --------------------------------------------------- | ---------------------- | ------------------------------------ |
| | Семен Варламов                  | Голкіпери                                           | Ян Лацо Петер Гамерлик | Арбітри: Антонін Єрабек Брент Райбер |
| Сьомін (Овечкін, Дацюк) 09:57 Пережогін (О. Попов) 26:10 Терещенко (Широков, М. Жердєв) 33:31 Сьомін (Дацюк) 35:22 Дацюк (Сьомін, Овечкін) 43:55 Є. Малкін (Нікулін, Нікітін) 58:02 | 0:1 1:1 2:1 3:1 4:1 5:1 5:2 6:2 | 01:06 Хара (Суровий) 49:37 З. Хара (Суровий, Шатан) |                        | Арбітри: Антонін Єрабек Брент Райбер |
| 2 хв. | Вилучення                       | 4 хв.                                               |                        | Арбітри: Антонін Єрабек Брент Райбер |
| 42 | Кидки                           | 31                                                  |                        | Арбітри: Антонін Єрабек Брент Райбер |

## Статистика

### Підсумкова таблиця
|    | Росія      |
|    | Словаччина |
|    | Чехія      |
| 4  | Фінляндія  |
| 5  | Канада     |
| 6  | Швеція     |
| 7  | США        |
| 8  | Норвегія   |
| 9  | Франція    |
| 10 | Латвія     |
| 11 | Швейцарія  |
| 12 | Німеччина  |
| 13 | Данія      |
| 14 | Білорусь   |
| 15 | Італія     |
| 16 | Казахстан  |

### Бомбардири
Список 7 найкращих гравців, сортованих за очками. Список розширений, оскільки деякі гравці набрали рівну кількість очок.
І = проведено ігор; Г = голи; П = передачі; Очк. = очки; +/− = плюс/мінус; Ш = штрафні хвилини;
| Гравець           | І  | Г  | П  | Очк. | +/- | Ш |
| ----------------- | -- | -- | -- | ---- | --- | - |
| Євген Малкін      | 10 | 11 | 8  | 19   | +16 | 4 |
| Патрік Торесен    | 8  | 7  | 11 | 18   | +6  | 4 |
| Генрік Зеттерберг | 8  | 3  | 12 | 15   | +6  | 4 |
| Луї Ерікссон      | 8  | 5  | 8  | 13   | +7  | 2 |
| Пер-Оге Скредер   | 8  | 5  | 7  | 12   | +7  | 2 |
| Олександр Попов   | 10 | 4  | 8  | 12   | +15 | 2 |
| Макс Пачіоретті   | 8  | 2  | 10 | 12   | +5  | 4 |

Джерело: IIHF.com [Архівовано 28 червня 2012 у WebCite]

### Найкращі воротарі

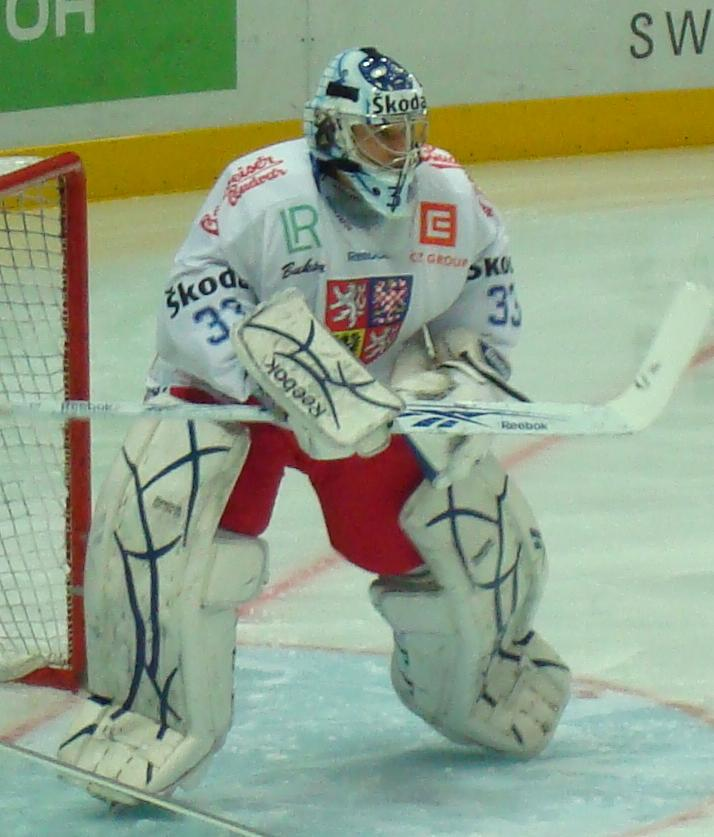
Найкращий воротар за коефіцієнтом надійності Якуб Штепанек.

Список п'яти найращих воротарів, сортованих за відсотком відбитих кидків. У список включені лише ті гравці, які провели щонайменш 40% хвилин.
| Гравець        | ЧНЛ    | К  | ГП   | СП  | %ВК   | ША |
| -------------- | ------ | -- | ---- | --- | ----- | -- |
| Семен Варламов | 440:00 | 13 | 1.77 | 214 | 93.93 | 1  |
| Якуб Штепанек  | 242:07 | 6  | 1.49 | 98  | 93.88 | 1  |
| Якуб Коварж    | 351:14 | 12 | 2.05 | 166 | 92.77 | 1  |
| Ян Лацо        | 524:10 | 19 | 2.17 | 250 | 92.40 | 1  |
| Віталій Коваль | 266:26 | 13 | 2.93 | 163 | 92.02 | 0  |

Джерело: IIHF.com [Архівовано 4 березня 2016 у Wayback Machine.]

## Нагороди

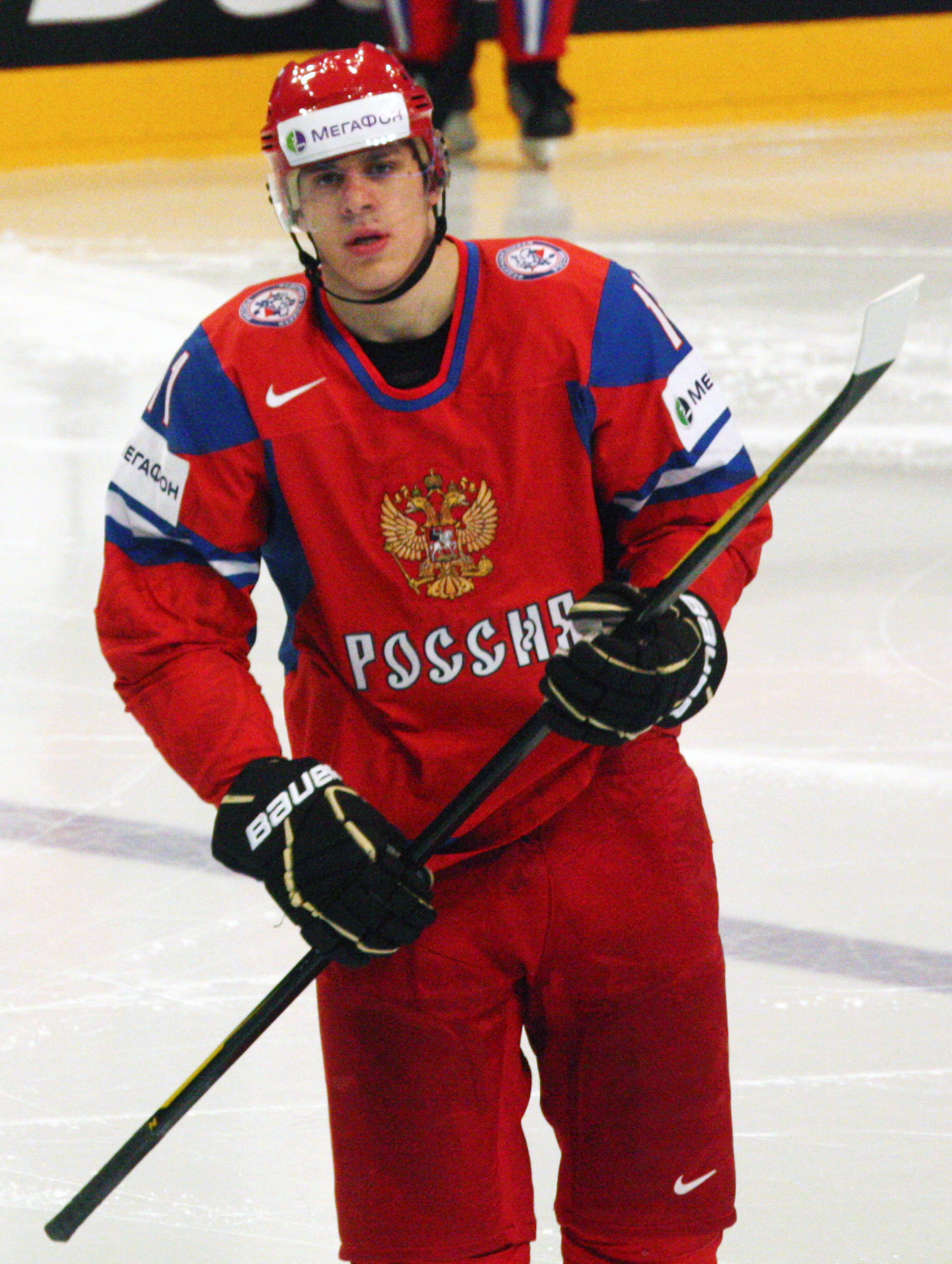
Найцінніший гравець турніру Євген Малкін

Найкращі гравці, обрані дирекцією ІІХФ
- Найкращий воротар:  Ян Лацо
- Найкращий захисник:  Здено Хара
- Найкращий нападник:  Євген Малкін

Команда усіх зірок, обрана ЗМІ
- Воротар:  Ян Лацо
- Захисники:  Здено Хара —  Ілля Нікулін
- Нападники:  Євген Малкін —  Патрік Торесен —  Генрік Зеттерберг
- Найцінніший гравець:  Євген Малкін